# カステル・フォコニャーノ
カステル・フォコニャーノ (伊: Castel Focognano) は、イタリア共和国トスカーナ州アレッツォ県にある、人口約2,900人の基礎自治体（コムーネ）。

## 地理

### 位置・広がり

#### 隣接コムーネ
隣接するコムーネは以下の通り。
- ビッビエーナ
- カポローナ
- キウージ・デッラ・ヴェルナ
- ローロ・チュッフェンナ
- オルティニャーノ・ラッジョーロ
- ポッピ
- スッビアーノ
- タッラ

### 気候分類・地震分類
カステル・フォコニャーノにおけるイタリアの気候分類 (it) および度日は、zona E, 2109 GGである。
また、イタリアの地震リスク階級 (it) では、zona 2 (sismicità media) に分類される。

## 行政

### 分離集落
カステル・フォコニャーノには以下の分離集落（フラツィオーネ）がある。
| - Calleta - Carda - Castel Focognano | - Pieve a Socana - Rassina (capoluogo) - Salutio |

## 姉妹都市
- Champcevinel、フランス　1992年-